# Colubrina hondurensis
Espèce
Synonymes
- Ceanothus reclinatus L'Hér.[2]
- Colubrina fermenta Rich. ex Brongn.[2]
- Colubrina hondurensis Ant.Molina[2]
- Colubrina pittieriana Steyerm.[2]
- Colubrina reclinata (L'Hér.) Brongn.[2]
- Colubrina venezuelensis Steyerm.[2]
- Diplisca elliptica (Sw.) Raf.[2]
- Marcorella cubensis Raf.[2]
- Paliurus inermis DC.[2]
- Rhamnidium moreireanum Glaz.[2]
- Rhamnus elliptica Sw.[2]
- Rhamnus venosa Poir.[2]
- Ziziphus domingensis Duhamel[2]

Statut de conservation UICN

 CR C2a : 
En danger critique
Colubrina hondurensis est une espèce de plantes à fleurs de la famille des Rhamnaceae.

## Publication originale
- Ceiba 3(3): 167. 1953.